# زبان حرفه‌ای
زبان حرفه‌ای، زبان صنفی یا جارگِن (به انگلیسی: Jargon) اصطلاحات مخصوص یک صنف، اصطلاحی برای اشاره به دایره کلمات، عبارات و اصطلاحاتی‌ست که در یک حوزه تخصصی (تحقیق، سرگرمی، شغل، ورزش و غیره) به کار می‌رود.

## ریشه شناسی
ممکن است این کلمه، از کلمه Jargon در زبان فرانسوی باستان به معنی پچ پچ پرندگان گرفته شده باشد.